# Bertran de Paris
Bertan de Paris o Bertran de Parisot o Bertran de Paris de Roerge o   de Rouergue (fl. dopo il 1260) è stato un trovatore occitano, originario del Rouergue, contemporaneo di Guiraut Riquier, da non confondere con l'omonimo trovatore Bertran de Paris als Gordonels incluso nel "repertorio delle attribuzioni discordanti nella lirica trobadorica".
Della sua opera ci è pervenuto un sirventes, classificato da alcuni come enseignamen per joglars,, Gordotz, ie.us fatz un sol sirventes l'an, dedicato alla contessa di Rodez, sua mecenate. Si tratta di uno dei topoi della poesia trobadorica, alla cui composizione si sono dedicati, tra gli altri, Guiraut de Cabreira e Guiraut de Calanson. "Dopo vivaci rimproveri indirizzati al giullare Gordo per la sua ignoranza e incapacità, vengono enumerati, in forma di domande, una lunga serie di canzoni di gesta che il giullare deve imparare a memoria. Le leggende antiche si mischiano ai ricordi dell'epoca carolingia, Dedalo e Sennacherib vengono citati a fianco di Rolando e al signore di Parigi".
Alcuni studiosi tra cui Alfred Jeanroy e l'ungherese István Frank danno Parisot come luogo di provenienza del trovatore. Fu identificato con Bertran IV de Paris
Enseignamen per joglars
             Gordotz eus fatz un sol sirventes l'an

             e seu pogues farians lo bon e bel

             mas ara vei qe perrdut nai lafan

             e vueil oimais qeiras altre chapdel

             vos non sabes chanzon ne sirventes

             vers, ni descort qen cort adir fezes

             qe no sabers vos marris eus conion 

             esi metes, so qes daual damon.

             Vos no sabes dartus taot qant ieu faz

             ni desacort on ac maint soldadier

             ni dospind con ancis leschasser 

             neciim bastit toleta lamiratz

             ne con anet moyses sobre mar

             ni de iuaeph, qui fo niqe saup far

             ni no sabes qi val mais con del mon

             ni cos perdei, narsius en la fon.

             [...]

             A la valent comtessa de rodes

             car ason cors bel egail ecortes

             portatz mon ehan, nous teigna freitz ni son 

             gordos qeu lam mais qe dona del mon.

             Si saupessetz, so qes el sirventes

             dels bos ioglars foras, daqest pais

             mas eu no sai home en aqest mon

             que eus saubes dir, de tot qi es ni don.